# Premiejager

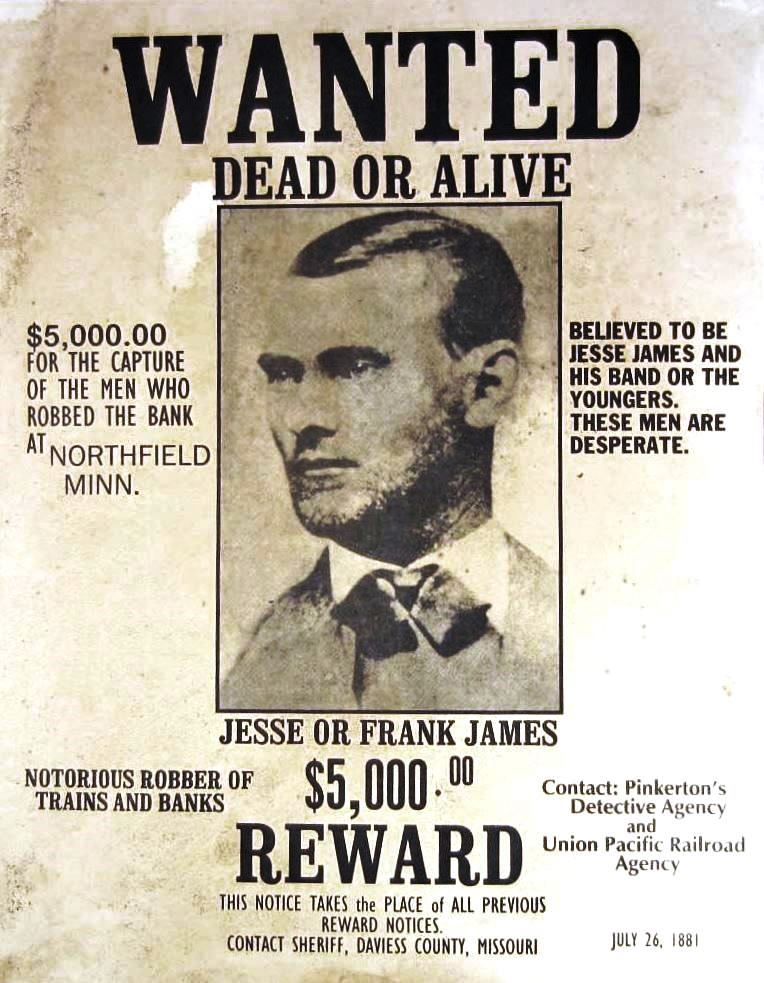
Wanted-poster Jesse James (1881). Arrestatie zou $5.000 opleveren.

Een premiejager (Engels: bounty hunter) is iemand die op mensen jaagt die door de politie of de staat gezocht worden. Professionele premiejagers leven van het geld dat ze krijgen als ze de gezochte persoon levend of dood terugbrengen. Ze worden over het algemeen geassocieerd met het Wilde Westen in de Verenigde Staten van de 19e eeuw, maar ook in de 21ste eeuw bestaan ze nog steeds. Tegenwoordig kunnen zij ingehuurd worden door een borgtochtgeldschieter om overtreders van hun borgtocht op te sporen zodat zij (opnieuw) voorgeleid worden in hun strafzaak.

## Films over premiejagers
- 1964 - For a Few Dollars More met Clint Eastwood en Lee Van Cleef
- 1968 - The Great Silence met Jean-Louis Trintignant en Klaus Kinski
- 1980 - The Hunter (actiethriller met Steve McQueen)
- 1987 -  Dead or Alive (actiefilm met Rutger Hauer en Gene Simmons)
- 1988 - Midnight Run (actiethriller/komedie met Robert De Niro en Charles Grodin)
- 2005 - Domino (actiethriller met Keira Knightley)
- 2010 - The Bounty Hunter (romantische actiekomedie met Jennifer Aniston)
- 2012 - One for the Money (actiekomedie met Katherine Heigl)
- 2012 - Django Unchained (actiefilm van Quentin Tarantino)
- 2015 - The Hateful Eight (film van Quentin Tarantino)

## Televisieseries over premiejagers
- 1992-1997 - Renegade
- 2010-heden - Bounty Hunters op RTL 7, eerder uitgezonden door National Geographic Channel
- 13/04/2016 - Hollywood in 't echt op VTM
- 2020-heden - Teenage Bounty Hunters op Netflix